# Psaliodes geminisigna
Psaliodes geminisigna là một loài bướm đêm trong họ Geometridae.